# 마르셀 코르데

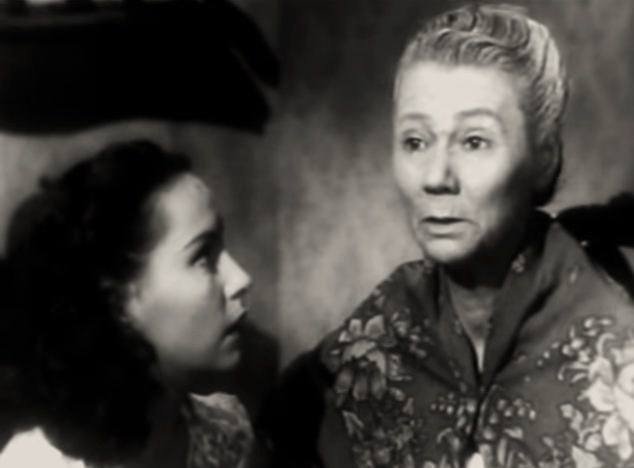

마르셀 코르데(Marcelle Corday, 1890년 1월 8일 ~ 1971년 6월 25일)는 벨기에 출신의 미국의 배우, 영화배우이다.
브뤼셀에서 태어났으며 뉴포트비치에서 사망하였다.

## 영화
- 페이건 러브 송 (1950년)
- 투 더 빅터 (1948년)
- 줄리아 미스비헤이브 (1948년)
- 스페니쉬 메인 (1945년)
- 해피 랜딩 (1938년)
- 수에즈 (1938년)
- 씬 아이스 (1937년)
- 7번째 하늘 (1937년)
- 출입 금지 (1937년)
- 위대한 지그펠드 (1936년)
- 금발의 비너스 (1932년)
- 리칭 포 더 문 (1930년)
- 트레스퍼서 (1929년)
- 육체와 악마 (1926년)